# Triquetrum

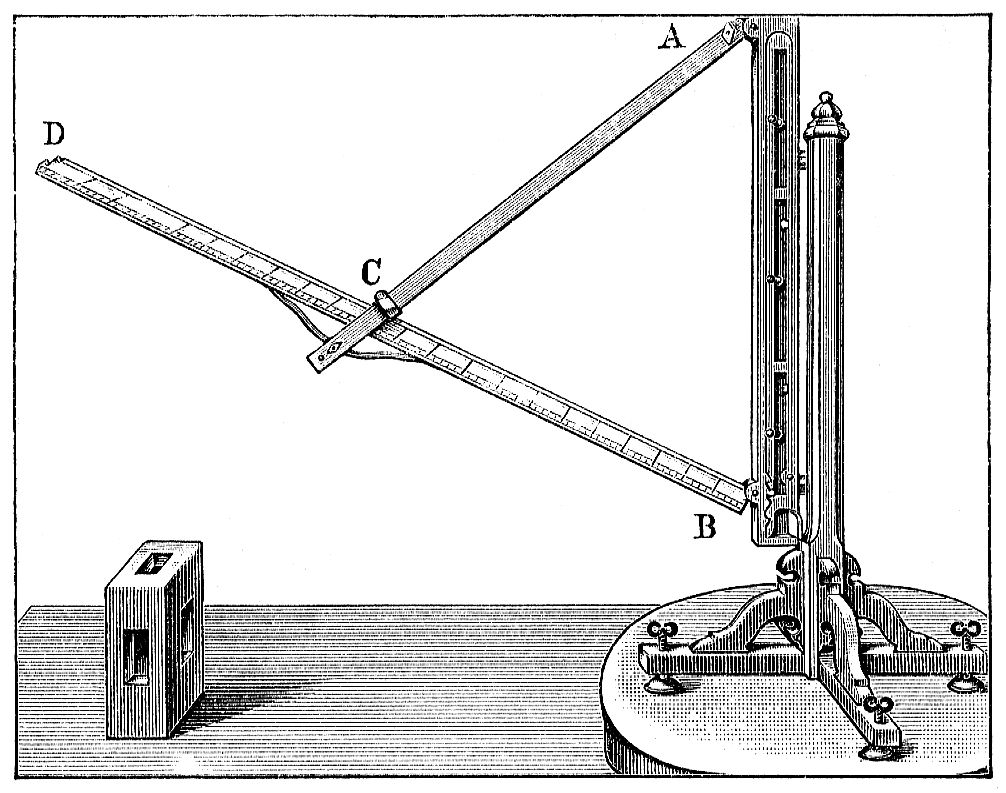
Triquetrum de Copérnico

El triquetrum —del latín tri ("tres") y quetrum ("esquinas")— era el nombre medieval de un antiguo instrumento astronómico descrito por Ptolomeo en el Almagesto  empleado para determinar la altura de cuerpos celestes. Ptolomeo lo llama "instrumento paraláctico" y parece que lo usó para determinar la distancia cenital y el paralaje de la Luna.

## Características
Cumplía con la misma función que el astrolabio pero fue diseñado con el objetivo de dar los grados con mayor exactitud. Consistía en un poste vertical con una regla graduada y dos brazos pivotantes unidos por bisagras a ambos extremos, el brazo de arriba con mirilla. Los dos brazos estaban unidos entre sus extremos de manera que se estos se pudieran deslizar. Cuando el observador alineaba el objeto celeste con la mira del brazo superior el brazo inferior cambiaba su ángulo. La lectura de la medida de la regla, en combinación con la altura vertical, daba la distancia acimutal o, alternativamente, la altitud del objeto celeste.
El triquetrum fue el instrumento astronómico más popular hasta la invención del telescopio, por la ventaja que tenía sobre el astrolabio a la hora de medir los ángulos. Copérnico describe su uso en el libro cuarto de De revolutionibus orbium coelestium bajo la cabecera de "Instrumenti parallactici constructio". También fue usado por Tycho Brahe.

## Aplicaciones
El triquetrum ha sido un ejemplo del uso de las matemáticas en la vida real, ya que ha sido aplicado en diferentes ocasiones para determinar algunos datos de interés, como: la distancia cenital y el paralaje de la Luna o incluso para la construcción del tan importante símbolo español, La Alhambra de Granada; en la que es usado en los alicatados que hay en los Patios de los Leones.